# Lapónyi Alajos
Lapónyi Alajos (Marikova, 1803. február 20. – Temesvár, 1849. július 17.) bölcseleti doktor, piarista gimnáziumi igazgató.

## Élete
1821. október 9-én lépett a rendbe Privigyén, ott volt papnövendék 1822-ben és gimnáziumi tanár 1823-ban. Tanár volt 1824-ben Szentgyörgyön; 1825-1826-ban bölcselethallgató Vácon, mire bölcseletdoktori oklevelet nyert; 1827-28-ban teológiát hallgatott Nyitrán és Szentgyörgyön. 1828. október 11-én pappá szenteltetett föl; gimnáziumi tanár volt 1829-30-ban Temesvárt, 1831-ben Szegeden, 1832-től 1846-ig a mennyiségtant adta elő Vácon és mint jeles matematikus volt ismeretes. 1847-ben rektor és gimnáziumi igazgató lett Temesvárt, ahol a vár ostroma alatt 1849. július 17-én kolerában meghalt.
Naplójegyzeteit 1849. január 24-től június 30-ig közölte a temesvári piarista főgimnázium Értesítője 1888-ban és innét átvette a temesvári Régészeti és történelmi Értesítő (IV. 1888. 178-192. l. Temesvár város történetéhez c.)